# Cherokee (Iowa)
Cherokee – miasto w Stanach Zjednoczonych, w stanie Iowa, siedziba hrabstwie Cherokee.

## Demografia
W 2000 liczyło 5369 mieszkańców. W 2023 liczba mieszkańców spadła do 5167 osób, a gęstość zaludnienia poniżej 310 osób/km².